# Guérite

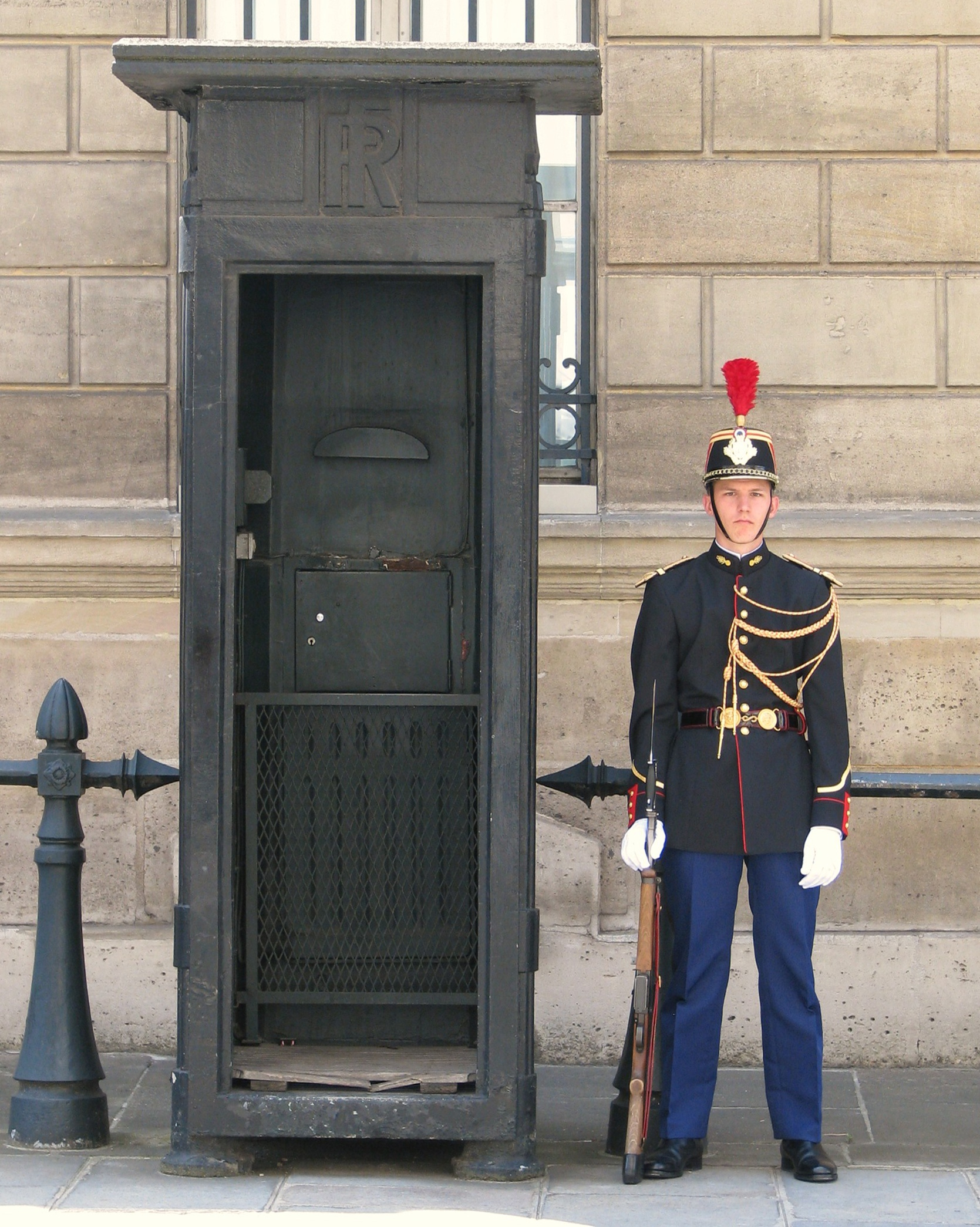
Guérite devant le palais de l'Élysée.

Une guérite est une petite construction légère en bois ou en tôle située à la porte d'un bâtiment comme un palais, une caserne ou autres endroits et servant généralement d'abri aux factionnaires en cas d'intempéries. Par extension, elle désigne une construction légère servant de dépôt, de guichet, etc. 
Étymologiquement, le mot guérite est une adaptation probable de l'ancien français garrette, dérivé de guarir, guérir, « protéger ».
Il peut s'agir également d'une petite construction située sur les murs d'une fortification bastionnée. Dans ce cas il est d'usage de l'appeler « échauguette ». Le fait que Vauban,  ingénieur de Louis XIV, ait toujours utilisé le terme de « guérite en pierre » dans ses plans d'ouvrages de fortifications peut prêter à confusion. Cependant, il n'avait pas tort puisque par définition, une échauguette est une guérite de par sa fonction de guet.
Le terme « aubette » est couramment utilisé dans la Marine nationale pour désigner une guérite.
Dans le canton du Valais en Suisse, le nom « guérite » désigne aussi une petite construction utilitaire dans les vignobles. Ailleurs en Suisse romande, ces édifices portent le nom de capite.

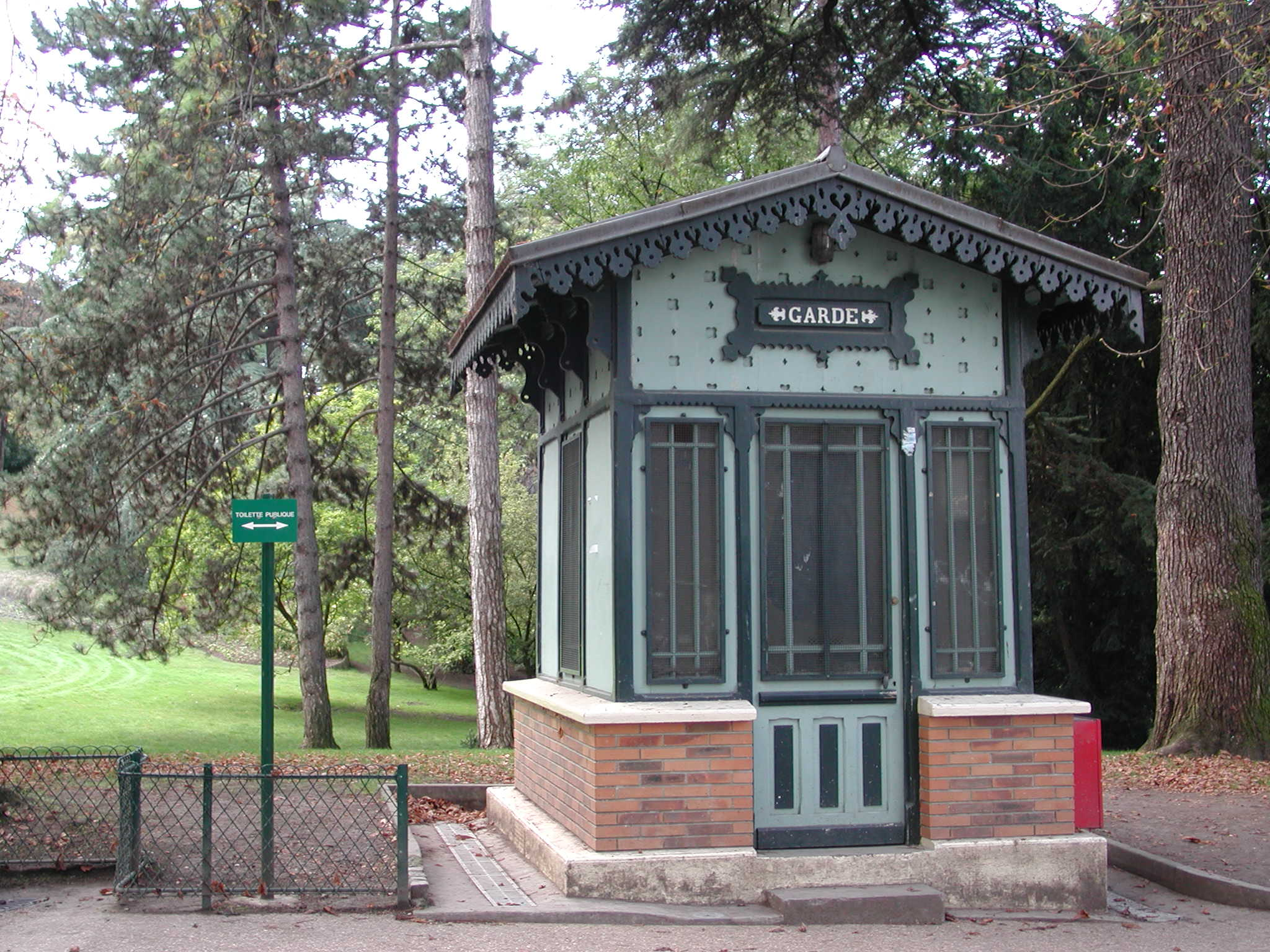
Guérite de garde dans le parc Montsouris.
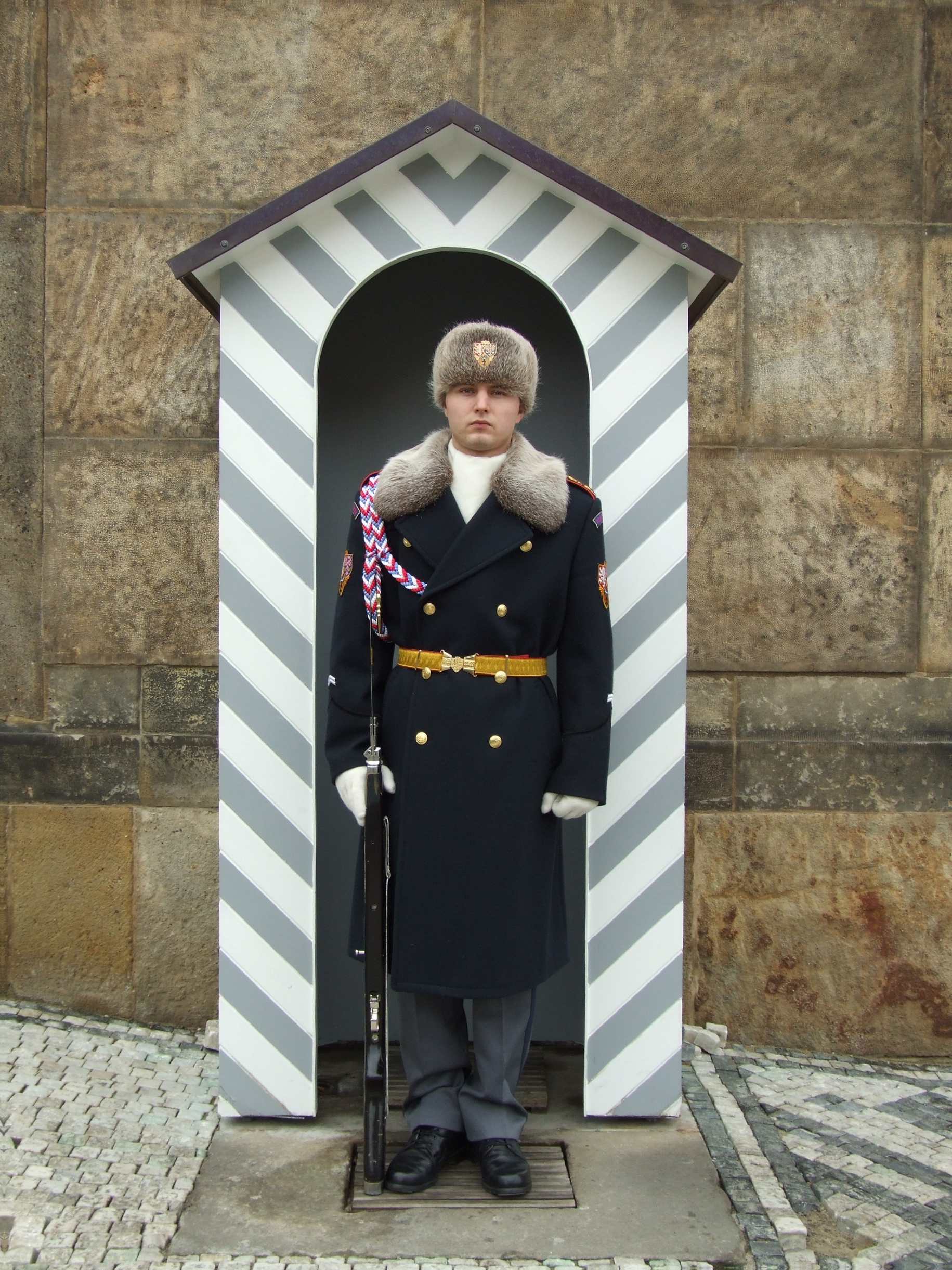
Guérite de garde à Prague.
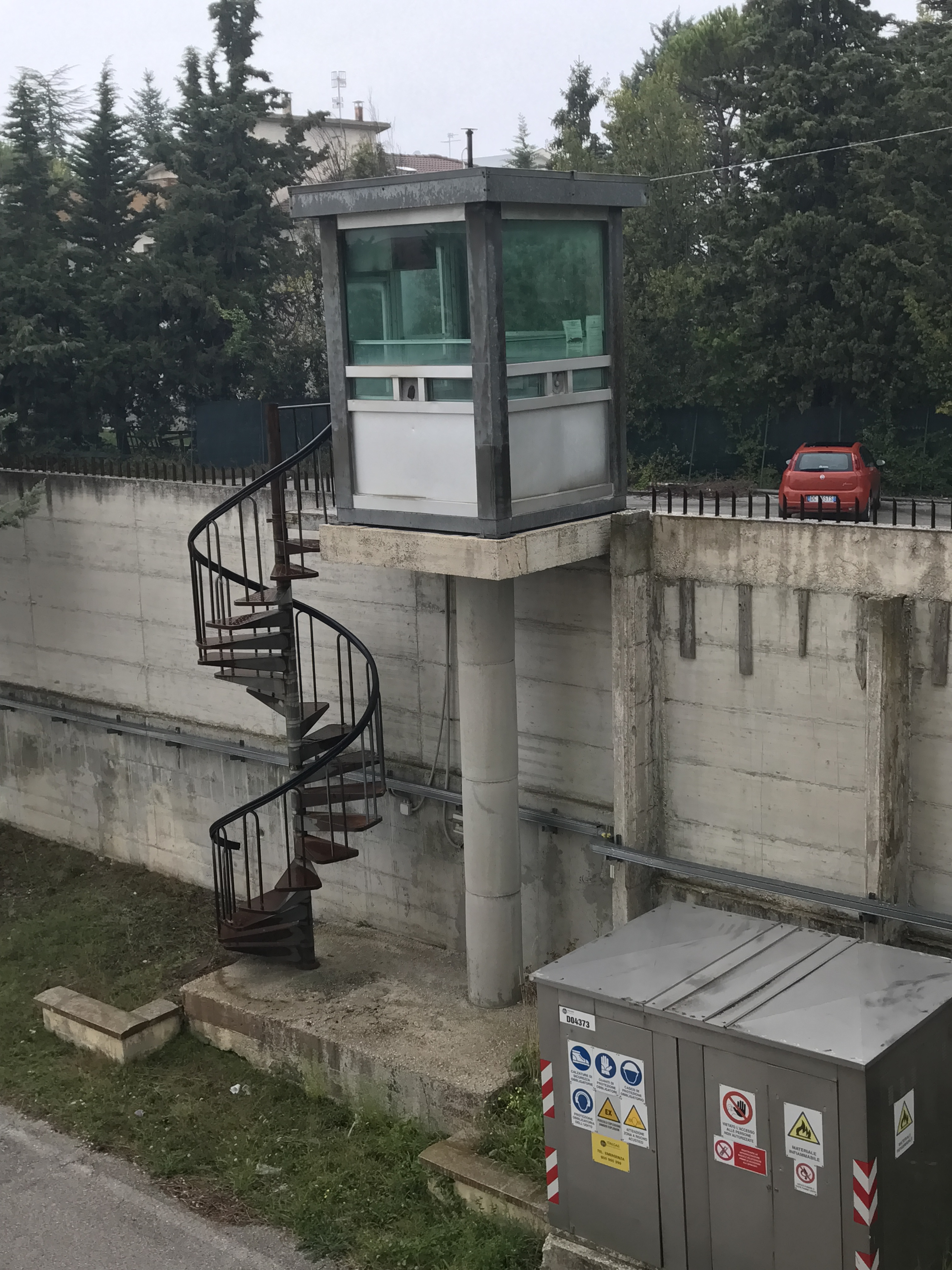
Guérite blindée de la caserne des carabiniers à Campobasso (Italie).
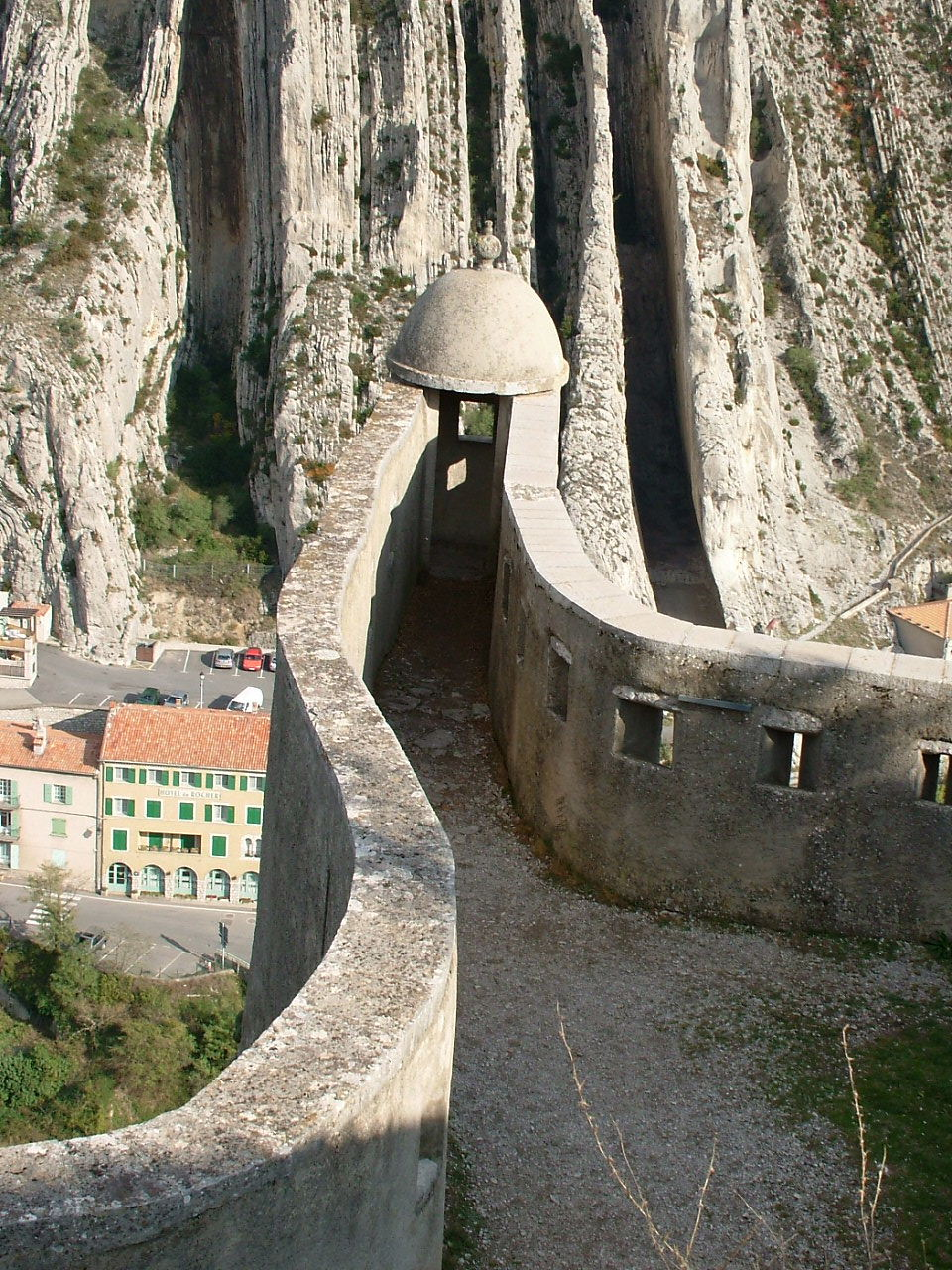
La « guérite du diable », citadelle de Sisteron.